# 馬里納拉醬

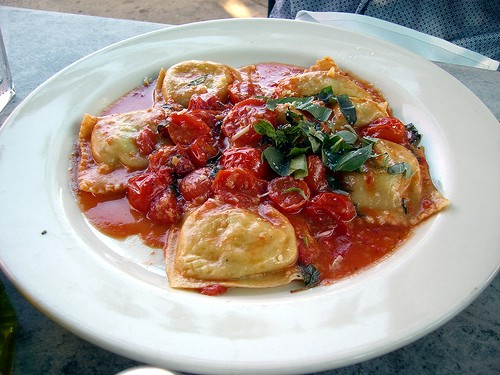
淋上義大利式蕃茄醬的意大利餃

馬里納拉醬（義大利語：Alla marinara）是一種番茄醬，通常由番茄、大蒜、香草和洋蔥製成，這種醬料廣泛用於意大利-美洲美食。在意大利，Alla marinara指的是用番茄、羅勒、牛至和有時用橄欖、酸豆和鹽醃的鳳尾魚製成的調味醬；它用於意大利麵條和細麵條，也可以用於肉或魚。